# 美國應用能源材料雜誌
《美國應用能源材料雜誌》（英語：ACS Applied Energy Materials），縮寫為 ACS A.E.M.，是美国化学学会發行的學術期刊，於2018年創刊至今。本期刊是一輯每週出版的跨學科同行評審科學期刊，其範蓋包括材料科學、工程學、化學、物理學及生物學各種與能源儲存及轉換相關的題材。與《美國應用材料與介面雜誌》不同的，是本期刊較為著重於這些材料的應用，而不是相關的基礎研究。

## 外部連結
- 官方网站